# Johan Radermacher der Ältere

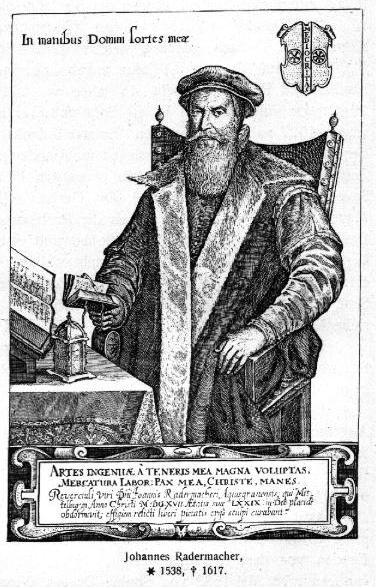
Johan Radermacher, Kupferstich

Johan Radermacher der Ältere (Humanistenname: Joannes Rotarius; * 13. März 1538 in Aachen; † 15. Februar 1617 in Middelburg, Niederlande) war ein aus einem evangelischen Patriziergeschlecht stammender Kaufmann und Humanist. Er war der zweite Sohn des Kupfermeisters Wilhelm Radermacher (* 1501) und dessen Frau Maria Houppers (1510–1555). 

## Leben
Im Jahr 1554, im Alter von 16 Jahren, wurde Radermacher von seinen Eltern zu dem in Antwerpen lebenden und aus Eupen stammenden Handelsherrn und Bankier Gillis Hooftman (Ägidius Hauptmann; 1521–1581) in die Lehre geschickt. Durch diesen lernte er unter anderem den Geographen und Kartographen Abraham Ortelius kennen, zu dem sich eine lebenslange Freundschaft entwickelte. Radermacher wurde für Hooftman schnell zu einem erfolgreichen Geschäftspartner und verkaufte in dessen Auftrag um 1566 etwa 200 hebräische Bibeln für die jüdische Gemeinde in Marokko, wobei ein nicht unerheblicher Gewinn für Radermacher selbst dabei heraussprang. Durch diesen Erfolg konnte Hooftman beim Antwerpener Drucker Christoffel Plantijn weitere 400 bis 500 hebräische Bibeln in Bestellung geben. 
Im Jahr 1567 zog Radermacher als offizieller Vertreter der Firma Hooftman nach London und erhielt erhebliche steuerliche Privilegien. In London wurde er unter anderem Mitglied der italienisch-calvinistischen Gemeinde, zu der in jener Zeit zahlreiche bekannte Niederländer gehörten. Drei Jahre später lernte er seine Frau Johanna Racket (Racquet; 1547–1600) kennen, eine Nichte von Gillis Hooftman, und heiratete sie. Das Ehepaar bekam 12 Kinder, darunter Daniel Radermacher (1588–1637), der der Stammvater der geadelten niederländischen Herren zu Nieuwerkerke wurde, zu denen unter anderem der Großmeister der Freimaurer Johan Radermacher der Jüngere und dessen Sohn, der niederländische Botaniker Jacob Cornelis Mattheus Radermacher, zählen. 
Johan Radermacher der Ältere zog 1580 erneut nach Antwerpen, musste aber 1585 wegen der noch immer dauernden Glaubensverfolger die Stadt verlassen und ging zurück in seine Heimatstadt Aachen. Dort wurde er 1589 Mitglied im Stadtrat und übernahm 1598 das Amt des städtischen Weinmeisters. Ein Jahr später wurde er im Rahmen der Aachener Religionsunruhen mit der Reichsacht bestraft und aus der Stadt verbannt. Er ließ sich schließlich in Middelburg auf der Halbinsel Walcheren in der Provinz Zeeland nieder, wo er 1617 verstarb. Radermacher wurde in der Nieuwe Kerk neben seiner Frau begraben, die bereits 1600 verstorben war.

Wappen der Familie Johan Radermacher

Radermacher war ein Verfechter seines protestantischen Glaubens und verdiente sich mit seinen lateinischen Schriften einen hervorragenden Ruf unter den Gelehrten seiner Zeit. Radermacher hatte 1568 unter anderem damit begonnen, eine niederländische Grammatik zu verfassen, die er jedoch nie zu Ende brachte oder veröffentlichte. Erst Jahre nach seinem Tod wurde 1634 im Rahmen einer Versteigerung im Hause seines Sohnes Steven (* 1575) das wahre Ausmaß der Schriften Johan Radermachers ersichtlich: zusätzlich zu den zahlreichen Werken auf Latein, Italienisch, Spanisch, Französisch, Englisch und Deutsch waren in dem Versteigerungskatalog auch über 150 Titel auf Niederländisch aufgeführt.
Radermacher entschied sich für den Wahlspruch „mediocritas“ (Maßhalten, Mittelweg), der auf einem Pfahl und zwischen zwei Räder gesetzt Eingang in das spätere Familienwappen nahm. Sein Bildnis erschien 1781 als Kupferstich im Band 2 des Adelyk en aanzienelyk Wapen-boek van de zeven Provincien, herausgegeben durch Abraham Ferwerda.